# Idaea circellata
Idaea circellata là một loài bướm đêm trong họ Geometridae.